# Мартін Рамос
Мартін Рамос (ісп. Martín Ramos; (26 серпня 1991 , Буенос-Айрес ) — аргентинський волейболіст, центральний блокувальник, бронзовий призер Олімпійських ігор 2020 року.

## Титули та досягнення
За збірну
- Бронзовий призер Олімпійських ігор 2020 року
- Чемпіон Панамериканських ігор 2015 року
- Срібний призер Чемпіонату Південної Америки 2013, 2019 та 2021 років
- Бронзовий призер Чемпіонату Південної Америки 2017 року
- Володар Південноамериканського кубку 2017 року
- Срібний призер Південноамериканського кубку 2010 року

Клубні
 УПСН Волей Клаб
- Чемпіон Аргентини (6): 2011/12, 2012/13, 2013/14, 2014/15, 2015/16, 2016/17
- Володар Кубку Аргентини (4): 2012/13, 2013/14, 2015/16, 2019/20
- Переможець Південноамериканського чемпіонату (2): 2013, 2015
- Фіналіст Південноамериканського чемпіонату (4): 2012, 2014, 2019, 2020